# (8293) 1992 UQ
(8293) 1992 UQ là một tiểu hành tinh vành đai chính. Nó được phát hiện bởi Seiji Ueda và Hiroshi Kaneda ở Kushiro, Hokkaidō, Nhật Bản, ngày 19 tháng 10 năm 1992.